# Drachma proctocomys
Drachma proctocomys är en fjärilsart som beskrevs av Felix Bryk 1913. Drachma proctocomys ingår i släktet Drachma och familjen Crambidae. Inga underarter finns listade i Catalogue of Life.